# Roseanne Conner
Roseanne Conner es un personaje de la serie Roseanne , interpretado por Roseanne Barr .  Roseanne, en un representación ficticia de su propia comedia, es una mujer mandona, ruidosa, cáustica, con sobrepeso y dominante.  Ella constantemente trata de controlar las vidas de su hermana, esposo, hijos, compañeros de trabajo y amigos.  A pesar de su naturaleza dominante, Roseanne es una esposa y madre amorosa y leal amiga que trabaja arduamente y le dedica el mayor tiempo posible a su familia.
Roseanne Conner no aparece en The Conners , y aparece como fallecida en la serie. 

## Creación y concepción
En 1987, creando ideas para nuevos espectáculos, Marcy Carsey y Tom Werner de Carsey-Werner Productions decidieron analizar el concepto de madre trabajadora como una voz central.  Hasta ese momento, había habido shows con madres trabajadoras, pero solo como un complemento del padre en la familia.  Werner había sugerido que se arriesgaran con Barr a quien habían visto en The Tonight Show .  Esto se debió a que vio su voz de "directo" que es lo estaban buscando, y se contactó con su agente y le ofreció el papel.  El acto de Barr en ese momento era el personaje de la "diosa doméstica", pero como Carsey y Werner explican, tenía la voz y la actitud distintivas del personaje y fue capaz de transformarla en la heroína de la clase trabajadora que imaginaron.  Barr inmediatamente tomó el papel.  Barr ha declarado que ella había creado la personalidad de la "diosa doméstica de clase trabajadora feroz" en los ocho años anteriores a la comedia y quería hacer un espectáculo realista sobre una madre fuerte que no fue víctima del consumismo patriarcal.
Barr se indignó cuando vio el primer episodio de Roseanne y notó que Matt Williams figuraba como creador en los créditos.  Le dijo a Tanner Stransky de Entertainment Weekly : "Construimos el espectáculo en torno a mi vida real y a mis hijos.  La 'diosa doméstica', era todo ".  En la misma entrevista, Werner dijo: "No creo que Roseanne, hasta el día de hoy, entienda que esto es algo legislado por el Gremio de Escritores , y es parte de lo que cada programa tiene que tratar.  Son los jueces finales ".  Durante la primera temporada, Barr buscó un mayor control creativo sobre su personaje, oponiéndose a la autoridad de Williams.  Barr se negó a decir ciertas líneas y, finalmente, salió del rodaje.  Ella amenazó con abandonar el programa si Williams no se iba. ABC dejó ir a Williams después del decimotercero episodio.

## Biografía
Roseanne Conner ha vivido toda su vida en Lanford, una ciudad ficticia de tamaño medio en Illinois. Ella y su hermana menor Jackie son las hijas de Beverly y Al Harris.  Roseanne se casó con su novio de la preparatoria Dan Conner y, cuando comienza la serie, tienen tres hijos: Becky, Darlene y David Jacob ("DJ"); Un cuarto hijo, Jerry García, nace al final de la serie.  Ella y su familia lidian con las muchas dificultades de la pobreza, la obesidad y los problemas domésticos con el humor. 

### Temporada 1
Roseanne es una trabajadora de línea en Wellman Plastics, junto con su hermana Jackie y su amiga Crystal.  Los padres de Roseanne, Beverly y Al, consideran mudarse a Lanford, pero finalmente deciden no hacerlo.  También trata con Tomboy Darlene que lucha con su feminidad cuando ingresa a la pubertad y obtiene su primer período, y los problemas de Becky para salir con su primer novio, Chip.  La primera temporada también encuentra a los Conners experimentando y sobreviviendo un tornado.  En el episodio de "Muerte y cosas", un vendedor de puerta en puerta muere en la cocina de Conners, y en el final de la temporada, Roseanne se enfrenta a un nuevo capataz, cuando ella dirige a Jackie, Crystal y otros compañeros de trabajo cuando dejan Wellman. Plástica.

### Temporada 2
Ahora que han renunciado a Wellman Plastics, Roseanne y Jackie deben encontrar nuevos empleos.  Jackie decide convertirse en un oficial de policía.  Roseanne recorre una gran variedad de trabajos de baja categoría, incluidos vendedores por teléfono, secretaria del jefe de Dan, barman, cajera en un restaurante de comida rápida y, finalmente, barriendo pisos en un salón de belleza.  En casa, el compañero de póquer de Dan, Arnie, le da un apasionado beso a Roseanne.  Los Conners celebran un Halloween escandaloso que se convierte en una característica anual de la serie.  Roseanne quiere 10 minutos para ella sola en el baño; esto se convierte en una extraña secuencia de sueños que tiene todo el elenco cantando parodias de canciones de comedias musicales.  Más tarde, Becky se rebela repetidamente contra Roseanne y la autoridad paterna de Dan.  La reaparición del viejo compañero motorista Ziggy le recuerda a Roseanne y Dan su propio pasado rebelde.  Darlene primero demuestra su talento para escribir cuando gana reconocimiento por su poesía.  Los propios talentos de escritura de Roseanne reciben un impulso cuando su familia arregla una habitación en el sótano para que sirva como guarida de un escritor.  Esta es la primera temporada en la que escuchamos a Roseanne pensar en voz alta.

### Temporada 3
La temporada comienza cuando Roseanne se enfrenta al problema del embarazo: Ella toma una prueba de embarazo que resulta negativa.  Roseanne toma un trabajo como camarera en el restaurante de la tienda departamental de Rodbell, donde conoce a Leon y Bonnie.  Más tarde, ella encierra cuernos con presumida nueva vecina Kathy.  En el final de la temporada, reaparece Ziggy, proponiendo abrir un taller de reparación de motocicletas con Dan y Roseanne.  Mientras están en el proceso de hacer que el negocio despegue, Ziggy decide irse porque no quiere sentirse responsable si el negocio fracasa.  Sin embargo, deja suficiente dinero para que Dan lo abra solo.

### Temporada 4
La temporada comienza con Becky sorprendiendo a Roseanne pidiendo píldoras anticonceptivas.  Roseanne y Dan comienzan su nuevo negocio de reparación de motocicletas, Lanford Custom Cycle, mientras Roseanne continúa trabajando en la tienda departamental de Rodbell.  Roseanne debe lidiar con Darlene, quien ha pasado por un cambio de personalidad en una adolescente gótica y hosca.  Más tarde, Roseanne se somete a una cirugía de reducción mamaria debido a problemas en la espalda causados por el tamaño de su seno.  Al final de la temporada, Roseanne y los Conners se enfrentan a problemas debido a que Lanford Custom Cycle falla, y Rodbell's Luncheonette cierra.

### Temporada 5
Después de que se cierra la tienda de bicicletas, Roseanne y Jackie reciben un cheque de 10,000 dólares de su madre después de que ella y su padre se divorciaron.  Ellos, junto con Nancy, deciden abrir una cena, pero solo pueden obtener el dinero que necesitan después de que Bev acepte convertirse en socio también.  Roseanne descubre que Becky se ha fugado con su novio Mark.  Jackie se involucra con un hombre que Roseanne y Dan aprenden es físicamente abusivo y lo rompe con su ayuda.  El padre de ella y Roseanne muere, y Roseanne se enfrenta a su amante secreta desde hace mucho tiempo.  El primo rico y distante de Roseanne, Ronnie, visita y convence a Darlene de que obtenga su GED y la aplique en la escuela de arte.  Darlene le pregunta a sus padres si David puede mudarse, porque su madre se está yendo y ellos quieren permanecer juntos.  Roseanne y Dan inicialmente se niegan, pero cuando Roseanne ve que la madre de David es abusiva verbal y emocionalmente, decide dejarlo quedarse porque le recordó su propia infancia con problemas con su padre igualmente abusivo.  Roseanne se entera de que Darlene recibió una carta de aceptación de la escuela de arte mientras que David fue rechazado.  Al final de la temporada, Roseanne teme que Darlene huya a la escuela, aunque Darlene ya ha decidido no ir.  Al darse cuenta de que estaba equivocada, Roseanne persuade a Darlene para que no abandone sus metas solo para quedarse con David.

### Temporada 6
Bajo la presión de Roseanne para que abandone Lanford Lunch Box, Bev le vende su parte en el restaurante a Leon para que vuelva a por ellos.  Dan y Roseanne descubren un viejo alijo de marihuana y lo fuman en su baño.  El pasado de Roseanne como víctima de abuso surge cuando reacciona violentamente a DJ después de que él se desplace y destruya su auto.  Becky y Mark regresan a casa y se mudan a la casa de los Conners.  Roseanne y Dan descubren que David se ha mudado en secreto con Darlene en la escuela.  Roseanne visita un bar gay con Nancy, donde recibe un beso sorpresa de la novia de Nancy.  Al final de la temporada, Roseanne asiste a la boda de Jackie.

### Temporada 7
La séptima temporada comienza con el inesperado embarazo de Roseanne.  Ella lucha contra muchos problemas en esta temporada mientras trata de reunir a Darlene y David.

### Temporada 8
La octava temporada aborda el baby shower de Roseanne y la posterior llegada de su hijo, Jerry Garcia Conner.  (En un error de continuidad , se reveló que el bebé era una niña en la séptima temporada.  Roseanne Barr explicó: aunque originalmente el bebé del programa iba a ser una niña, posteriormente quedó embarazada en la vida real y, cuando descubrieron que iba a ser un niño, cambiaron el bebé del programa por un niño). La temporada comienza cuando Dan decide dejar la seguridad de su trabajo en la ciudad para ayudar a construir la nueva prisión que se está construyendo en las afueras de Lanford.  Con la pensión, el cheque final y el dinero de jubilación que recibe por dejar su trabajo, decide darle a su familia las vacaciones que nunca tuvieron y lleva a todos a Walt Disney World .  La temporada culmina con una boda muy apresurada para Darlene.  Inmediatamente después de la ceremonia, al darse cuenta de lo mucho que ha cambiado, Dan sufre un ataque al corazón.  En el siguiente episodio se revela que sobrevive, como DJ salvó su vida.  La temporada concluye con Dan y Roseanne teniendo una pelea amarga después de que Dan se niega a seguir su dieta y su plan de ejercicios, repitiendo muchos de los choques de personalidad enterrados de toda la serie.  Terminan destrozando su sala de estar en el proceso.  Los créditos se desvanecen cuando Roseanne abandona a Dan.  Otros temas son el concurso de Acción de Gracias de DJ, la boda de Darlene y el ataque al corazón de Dan.

### Temporada 9
Roseanne gana el premio gordo de la lotería estatal de 108 millones de dólares. Esto le permite a ella y su familia vivir la buena vida.  En el episodio final de la temporada, Roseanne revela que la temporada nueve es en realidad una historia escrita por Roseanne Conner sobre su vida.  Para hacer frente, Roseanne retorció los elementos principales de su vida para la historia, que el público no descubre hasta los momentos finales de la serie.  En realidad, el ataque al corazón de Dan cerca del final de la temporada 8 fue fatal y la familia Conner no ganó la lotería.  Además, Jackie es lesbiana y Beverly es heterosexual.  Scott es un abogado testamentario del que Roseanne se hizo amiga y se puso en contacto con Leon, a quien ella afirma que no es muy de moda, como le escribió.

### Temporada 10
El programa de televisión se reactivó en 2018 en ABC, donde se había emitido originalmente, con todo el elenco principal, incluyendo a Roseanne Barr. 
Los eventos que Roseanne citó como cierto en el último episodio de la novena temporada fueron retconned como elementos de ficción de la historia de Roseanne: en el renacimiento, Dan sigue vivo, las niñas no terminan con las parejas sentimentales opuestos, la familia no ganó la lotería, y ni Jackie ni Beverly son lesbianas. 
Roseanne y Dan han perdido peso y Roseanne ha tenido dolor de rodilla por algún tiempo.  Roseanne dejó de dirigir su restaurante "The Lunch Box" y no parece estar en absoluto en el negocio; más tarde se revela en un episodio de The Conners que se convirtió en un restaurante chino en algún momento después de 1996., Está jubilada de cualquier trabajo asalariado pero, a pesar de su mala rodilla que le causa un gran dolor físico, trabaja como conductora de Uber . 
La rodilla de Roseanne es un punto focal en esta temporada que hay episodios completos dedicados a ella: "Roseanne Gets the Chair", " Netflix & Pill" y "Knee Deep".  También hay una historia que involucra a Roseanne tomando medicamentos opiáceos para aliviar el dolor y volverse dependientes de la droga. 
Roseanne tiene tres nietos; Los hijos de Darlene con David, su hija Harris y su hijo Mark, y la hija de DJ Mary.  DJ está casado con una veterana militar llamada Geena que todavía está sirviendo; DJ también ha servido en el ejército, pero presumiblemente ha sido dado de baja con honores.  Becky no tiene hijos y su esposo Mark falleció.  El hijo menor de Roseanne, Jerry, se explica que vive en un barco de pesca. 
En medio de otros puntos importantes de la trama, cerca del final de la temporada, la rodilla de Roseanne se vuelve especialmente degenerada y requiere cirugía.  Ella y Dan pueden permitirse esto después de algunos acontecimientos afortunados. 
El programa fue renovado por una undécima temporada, pero el programa fue cancelado el 29 de mayo de 2018 después de que Barr hizo un comentario que fue altamente visto como racista en Twitter . 
El mes siguiente, los otros miembros del reparto y ABC llegaron a un acuerdo para crear un programa completamente nuevo titulado The Conners .  En el estreno de la serie en octubre de 2018, se reveló que Roseanne Conner murió de una sobredosis de opiáceos.

## Recepción
La recepción crítica del personaje ha sido positiva.  En 2009, fue incluida en el Top 5 Classic TV Moms por Film.com .
En junio de 2010, Entertainment Weekly nombró a Roseanne como uno de los 100 personajes más grandes de los últimos 20 años .
En mayo de 2012, fue una de las 12 mamás elegidas por las usuarias de iVillage en su lista de "Mami Querida: The TV Moms You Love".
AOL la nombró el 11.º personaje femenino más memorable de la televisión.
En mayo de 2015, BuzzFeed publicó el artículo 26 veces Roseanne fue la mamá televisiva más divertida .
La relación entre Roseanne y Dan Conner ha sido elogiada.  Un artículo en Sarasota Herald-Tribune calificó su relación como realista, y comentó que si bien se burlan mutuamente, los espectadores pueden sentir su amor mientras enfrentan los tipos de problemas que existen en las familias reales.
Por su papel de Roseanne, Barr ganó un Emmy , un Golden Globe, un Premio Kids Choice y tres American Comedy Awards .